# Enrique Herrera Oria
Enrique Herrera Oria (Santander, 15 de julio de 1885-Buenos Aires, 10 de julio de 1951) fue un escritor, historiador, pedagogo y jesuita español.

## Biografía
Enrique Herrera estudió lenguas clásicas, filosofía y teología y dio clases en colegios de su orden. Luego se ordenó sacerdote (1916). Cuando enseñaba en Valladolid (1912) comenzó a escribir ensayos de tipo histórico para la revista Razón y Fe, que edita la Compañía de Jesús. 
En 1930, con Pedro Poveda y Domingo Lázaro, crea la Federación de Amigos de la Enseñanza (FAE), institución desde la que combate la legislación anticlerical republicana incluso más allá de 1932 cuando, a pesar de la expulsión de la Compañía de Jesús de España, continúa viviendo en este país. Desde 1935, dirige la FAE y su revista, Atenas. Organiza un sinfín de actividades e instituciones en esta década de los treinta: semanas pedagógicas, una escuela para maestros, propaganda impresa de toda clase. La guerra civil española le sorprende en Santander y le acarrea una etapa de cautiverio en Bilbao.
Presumió de haber orientado políticamente a Onésimo Redondo, fundador de las Juntas Castellanas de Actuación Hispánica (que tras diversas fusiones con otros grupos y partidos formaría parte de Falange Española y de las JONS) y antiguo alumno suyo en el colegio de Valladolid.La prensa católica castellana acudía a su firma para la publicación de artículos difusores de la teoría de la conspiración judeomasónica.No obstante, entre los falangistas ganó no pocos contradictores, como Dionisio Ridruejo:

Era un hombre limitado e incluso pueril. Salvo la semejanza física, apenas parecía hermano de sus hermanos Ángel y Francisco [...] hacía retroceder nuestra vida cultural a los niveles de la época de Calomarde».

Colaboró con el ministro de Educación Nacional Pedro Sainz Rodríguez en la elaboración de la Ley de reforma de enseñanza secundaria de 20 de septiembre de 1938, que diseñaba un bachillerato con siete años de latín y religión y cuatro de griego. Fue, en la posguerra, un decidido publicista de diferentes remedios para la educación española. En el ámbito de la universidad, por ejemplo, propugnó la creación de colegios mayores. No obstante, su oposición al estatismo imperante le acarreó en 1947 una decisiva polémica, corolario de otras anteriores, con el ministro José Ibáñez Martín. El propio obispo de Madrid-Alcalá, Leopoldo Eijo y Garay, le retiró las licencias para ejercer su ministerio. Según relata Sanz de Diego, "aunque algunos obispos y jesuitas le defendían, el general de la Compañía, por bien de la paz y por la creencia de que, pese a la ortodoxia de sus ideas, Herrera podía ser alguna vez menos prudente, ordenó que saliese de Madrid". En 1948 fue enviado a Buenos Aires, donde falleció el 10 de julio de 1951.
Otros cuatro hermanos suyos fueron también jesuitas. Otro hermano, Ángel Herrera Oria, fue fundador de la Asociación Católica Nacional de Propagandistas y cardenal de la Iglesia Católica.

## Obras

### Historia
- Oña y su Real Monasterio, hoy Colegio de Padres Jesuitas, según la descripción inédita del monje de Oña, fray Íñigo de Barreda (1918)
- La Real Fábrica de Tejidos de algodón estampado de Ávila y la reorganización de esta industria en el siglo XVIII (1923)
- Moros y cristianos, o historia popular de la Reconquista de España (1927)
- Vida popular de San Luis Gonzaga (1927)
- Vida de San Francisco Javier (1927).
- Artículos para Razón y Fe:
  - "Felipe II y el marqués de Santa Cruz en la empresa de Inglaterra" (1927)
  - "Felipe II gobernante" (1927)
  - "La Armada Invencible" (1930).

### Pedagogía
- La enseñanza de la Historia en el bachillerato (1927)
- Buscando un ideal (1929)
- Cómo educa Inglaterra (1930)
- Educación de una España Nueva (1934)
- El colegio nuevo de Curia. Técnica del sistema educativo (1934)
- Cómo educa Suiza (1943)
- Historia de la educación española desde el Renacimiento (1943)
- Norteamérica al día (1947)
- ¿Sabe educar España? (1947).

### Otras
- España es mi madre, Valladolid, 1939. Hay reimpresión de 2008.
- Los cautivos de Vizcaya, Aldus, Bilbao, 1938.